# Can Blanc (Breda)
Can Blanc és una masia habilitada com a seu d'un club de petanca de Breda (Selva) inclosa a l'Inventari del Patrimoni Arquitectònic de Catalunya.

## Descripció
Edifici situat a la sortida del nucli urbà.
La major part de l'actual fesonomia de la masia és el resultat d'una gran reforma del segle xviii.
Consta de dos cossos i edificacions annexes. Coberta de teula a doble vessant.
El cos principal és de dues plantes i té una porta adovellada d'arc rebaixat i finestres rectangulars amb llinda de pedra. El segon cos, adossat a l'esquerra, està avançat respecte a la façana principal, i les seves obertures són similars a les del cos principal.
A un costat hi ha un pou de pedra.
La casa té un parc a la part del davant i un petit jardí en la part posterior.
Seu del Club de petanca Breda

## Història
La família Blanc està documentada des del 1263.